# 1724
- Wikisource

| Calendário gregoriano                                                        | 1724 MDCCXXIV                       |
| Ab urbe condita                                                              | 2477                                |
| Calendário arménio                                                           | 1173 – 1174                         |
| Calendário bahá'í                                                            | -120 – -119                         |
| Calendário budista                                                           | 2268                                |
| Calendário chinês                                                            | 4420 – 4421 Início a 26 de janeiro  |
| Calendário copta                                                             | 1440 – 1441                         |
| Calendário etíope                                                            | 1716 – 1717                         |
| Calendários hindus - Vikram Samvat - Calendário nacional indiano - Cáli Iuga | 1779 – 1780 1645 – 1646 4824 – 4825 |
| Calendário Holoceno                                                          | 11724                               |
| Calendário islâmico                                                          | 1136 – 1137                         |
| Calendário judaico                                                           | 5484 – 5485                         |
| Calendário persa                                                             | 1102 – 1103                         |
| Calendário rúnico                                                            | 1974                                |
| Calendário solar tailandês                                                   | 2267                                |

1724 (MDCCXXIV, na numeração romana)  foi um ano bissexto do século XVIII do atual calendário gregoriano, da Era de Cristo, e as suas letras dominicais foram  B e A (52 semanas), teve início a um sábado e terminou a um domingo.
| Ano completo                      |
| --------------------------------- |
| Ano bissexto com início ao sábado |

## Eventos
- Fundação do Estado de Hiderabade por Mir Qamar-ud-din Khan Siddiqi, que se declarou independente do Império Mogol.
- Fundação da Academia Brasílica dos Esquecidos.

## Nascimentos
- 22 de abril — Immanuel Kant, filósofo prussiano  (m. 1804).
- 13 de junho — Pedro António Correia Garção, poeta português  (m. 1772).
- Pedro de Alcántara Pérez de Guzmán y Pacheco, Conde de Niebla, Duque de Medina-Sidónia, Marquês de Cazaza e Marquês e Aguilar de Campóo  (m. 1777).

## Mortes
- 15 de março — Alexandre de Gusmão, padre jesuíta  (n. 1629).
- 18 de novembro — Bartolomeu de Gusmão, padre, cientista e inventor do aeróstato a que chamou passarola.

## Por tema
- 1724 na literatura